# Dante (Devil May Cry)
 (décembre 2018).
Si vous disposez d'ouvrages ou d'articles de référence ou si vous connaissez des sites web de qualité traitant du thème abordé ici, merci de compléter l'article en donnant les références utiles à sa vérifiabilité et en les liant à la section « Notes et références ».
Pour les articles homonymes, voir Dante (homonymie).
Dante est un personnage mi-humain mi-démon (mi-ange mi-démon dans le reboot DmC: Devil May Cry) du jeu vidéo Devil May Cry. C'est le fils du légendaire chevalier sombre Sparda et d'une humaine, Eva (ange dans le reboot). Il est le héros de la série des DMC. Frère de Vergil, il combat les démons malgré ses origines démoniaques.
Ses armes récurrentes sont des pistolets de 45 nommés Ebony et Ivory, dotés de munitions illimitées, ainsi qu'une épée nommée Rebellion, épée démoniaque qu'il détient  de son père  sparda.
De l'aveu même de son créateur Hideki Kamiya, le visage de Dante est directement inspiré de celui de John Taylor, bassiste du célèbre groupe britannique Duran Duran.

## Histoire

### Devil May Cry 3
Dante cherche à ouvrir son agence, mais ne lui a pas encore trouvé de nom. Il reçoit alors la visite d'un homme énigmatique, Arkham, qui lui parle de son frère. Après son départ, des démons l'attaquent dans son bureau. Une fois vaincus, il sort de son bureau, et voit le Temen-ni-gru sortir de sous terre, et Arkham et son frère Vergil à son sommet. Il décide donc d'y entrer, armé de son épée Rebellion et des deux pistolets nommées Ebony et Ivory.
À la porte, après avoir vaincu le démon Cerberus qui lui fit don de l'arme de glace Cerberus (un fléau), il rencontre Lady, une chasseuse de démons humaine qui tente de le tuer. Plus tard, il croise la route de Jester, un bouffon qui se veut gardien du Temen-ni-gru. Et malgré les démons qu'il croise et Lady qui lui tire deux balles dans la tête, il parvient à se frayer une route vers le sommet où l'attend son frère. Après l'issue de leur affrontement, Vergil transperce Dante avec l'épée nommée Rebellion, le laissant pour mort, et s'empare de l'amulette de son frère. Mais cela n'a pour effet que de réveiller le démon qui est en Dante. Vergil et Arkham fuient. Dante nous fait part de ses nouveaux pouvoirs avec une cinématique mythique ou il descend de Temen-ni-gru en courant sur les murs extérieurs.
Dante retrouve Lady pleurant sur le corps d'Arkham, tué par Vergil. Arkham lui mentira en lui disant qu'il a été manipulé par Vergil pour que celle-ci parte à la rencontre de Vergil. Plus tard, il retrouve Vergil dans les profondeurs de la tour, qui tentait d'ouvrir le portail vers le monde inférieur, sans succès. Pendant leur affrontement, Lady fait son apparition, accusant Vergil d'avoir manipulé son père. Mais Jester refait son apparition, et se révèle être Arkham, qui avait tout orchestré pour ce moment, où Dante et Vergil seraient affaiblis par leurs combats, et Lady présente pour donner son sang, car elle est la descendante directe d'une prêtresse humaine sacrifiée par Sparda pour sceller le Temen-ni-gru. Il la blesse à la cuisse droite, libérant son sang et le Temen-ni-gru. Vergil est laissé pour mort, Lady et Dante se séparent pour atteindre le sommet.
Sur le chemin, Lady le défie, et il réussit à la faire abandonner. Elle lui confie alors son arme, le bazooka Kalina-Ann.
Il parvient au sommet, et entre dans le monde inférieur, où il retrouve Arkham possédé par le pouvoir de Sparda, armé de la Force Edge, la forme scellée de l'épée du chevalier démoniaque. Vergil apparait, et les frères jumeaux parviennent à détruire le démon. Vergil s'empare alors de la Force Edge et de sa moitié d'amulette, et défie Dante. Ce dernier parvient finalement à le vaincre, mais Vergil décide de rester dans le monde inférieur.
Plus tard, il recroise Lady, et lui rend l'arme qu'elle lui avait prêtée. Pendant leur discussion Dante ne pourra s'empêcher de verser une larme en pensant à son frère enfermé dans le monde inférieur. En souvenir, il décida de nommer son agence : "Devil may cry"...
Vergil fut enfermé dans le monde inférieur et défia le Prince des ténèbres qui lui apparut (Mundus). Il perd le duel et devient le démon Nelo Angelo du jeu Devil May Cry.

### Devil May Cry
Dante, dans son agence, reçoit la visite de Trish, une femme aux pouvoirs démoniaques ressemblant étrangement à sa mère. Elle l'invite sur l'île de Mallet, où elle lui annonce le retour sur Terre de Mundus, le seigneur du monde inférieur.
En se frayant un chemin dans le château et ses environs, il affronte le démon Nelo Angelo, qui a une violente réaction en voyant l'amulette de Dante.
Par la suite, Dante affronte et force à reculer le Phantom, un démon arachnéen de roche et de lave, avant de le tuer pour de bon en l'empalant sur une statue de chevalier. Avant de mourir, ce dernier verra l'aura de Sparda flotter autour de son fils...
Dans les jardins du domaine, il affronte à plusieurs reprises Griffon, un démon aux allures de rapace géant. Il le tuera dans un colisée durant un sacrifice, ouvrant ainsi la porte qui pourra libérer Mundus. Ce dernier, par gratitude, abrègera les souffrances du volatile.
Dans le château, il retrouve Nelo Angelo qui montre enfin son vrai visage : il n'est autre que Vergil, le jumeau de Dante qui a donc perdu contre Mundus et est devenu son serviteur. Après l'avoir vaincu, Dante récupérera la seconde moitié d'amulette, et avec la sienne, il brise le sceau de la Force Edge. Cette dernière devient alors la légendaire arme de son père, qui porte son nom : Sparda.
Dans le monde inférieur, Dante retrouve Trish, qui n'est en fait qu'un démon créé par Mundus pour attirer le chasseur de démons sur l'île. Mais il lui sauvera la vie alors qu'une colonne menaçait sa vie. En effet, Dante a vu sa mère mourir sous ses yeux et n'a pas supporté que Trish, portrait craché de sa mère, puisse connaître le même sort. Touchée par ce geste, Trish n'hésitera pas à se sacrifier alors que Mundus s'apprête à tuer Dante. Cet acte réveille un démon puissant en Dante, qui parvient alors à utiliser la pleine puissance de l'épée Sparda. Après un combat épique, Dante laisse Mundus pour mort, lègue l'épée Sparda et l'amulette de sa mère au corps de Trish et part pour quitter l'île.
Cette pause n'est que de courte durée, car Mundus revient poursuivre Dante. Il utilise alors sa puissance démoniaque jointe à celle de Trish, qui a survécu, pour définitivement repousser Mundus. Dante et Trish prennent la fuite, laissant l'île s'effondrer derrière eux. Ils rebaptisent l'agence de Dante « Devil Never Cry » et reprennent leur activité : la chasse aux démons.

### Devil May Cry: la série animée
Dans les 12 épisodes de la série animée, Dante héberge une jeune orpheline, Patty Lowell, qui passera son temps à changer le train de vie de Dante. D'autre part, au fur et à mesure des missions et des démons tués par Dante, un démon inférieur appelé la Mouche, récupère des reliques laissées par les démons. Il cherche ainsi à s'emparer des pouvoirs d'un démon ancestral, Abigail.
Quand Abigail émerge, Dante est vaincu, et laissé pour mort dans le monde inférieur. Patty viendra le sauver, et il parviendra à vaincre Abigail. Après la défaite, Patty retrouve sa mère qui l'avait abandonnée, et Dante repart en mission.
Dans tous les épisodes, Dante est habillé comme dans le premier épisode, on le voit simplement armé de ses deux pistolets et de la grande épée Rébellion. On ne le voit pas se changer en démon (sauf dans la dernière mission où au moment de tuer Abigail on voit son visage légèrement se transformer).Toutefois, il reconnait à plusieurs reprises posséder un côté démoniaque : il dit souvent "s'amuser" lors des combats contre les démons, y compris face à Abigail, au moment de l'achever, et son visage prend une expression démoniaque lors des moments où il s'amuse le plus. Il passe plutôt pour un gros fainéant ténébreux que pour le chasseur de diables goguenard du jeu, mais c'est une apparence trompeuse car il est présenté comme invincible, surtout lors du duel contre Abigail, dix fois plus grand et capable de plonger le monde entier dans le chaos.

### Devil May Cry 2
Dante, dans un musée, croise la route de Lucia, une chasseuse de démons.
Celle-ci l'invite à se rendre sur une île, la Vie de Marli. Là, il rencontre Matier, la grand-mère de Lucia. Cette vieille femme lui apprend qu'elle a jadis combattu aux côtés de Sparda contre les démons. Mais aujourd'hui elle a besoin de ses services car Arius, un magnat des finances ayant vendu son âme au démon Argosax, compte ouvrir une porte vers le monde inférieur.
Dante est alors chargé de tuer Arius avant que cette porte ne soit ouverte. De son côté, Lucia cherche à récupérer les Arcanas avant Arius afin de les mettre en sûreté. Mais au cours de cette quête, elle apprendra une cruelle vérité : elle n'est pas humaine, et n'est qu'un rebut des démons créés par Arius. Troublée, elle renoncera à sa quête et perdra même le goût de vivre. Désespérée, elle partira affronter Arius afin de se dédouaner de sa culpabilité.
Mais Arius la maîtrise sans problème et Lucia ne doit la vie sauve qu'à l'intervention de Dante, qui amène à Arius les Arcanas puis affronte l'homme d'affaires. Mais le combat tourne mal et Arius chasse les deux chasseurs de sa société avant d'accomplir le rituel pour ouvrir la porte du monde des démons. Dante et Lucia s'unissent alors pour retrouver et neutraliser Arius...
Dante retrouvera alors Arius au beau milieu de la cérémonie d'ouverture de la porte des démons ; mais celle-ci ne peut aboutir car Arius utilise, au lieu de la médaille sacrée, la pièce truquée de Dante... Furieux, Arius se déchaîne contre Dante mais sera tué par ce dernier, d'une balle en pleine tête.
Mais ensuite, Lucia défie Dante dans l'espoir d'être tuée, car, en tant que démon, elle peut se retourner contre les humains à tout moment et ne veut pas voir cela arriver. Mais elle n'aura pas le temps de se battre : même s'il était incomplet, le rituel d'Arius a permis l'ouverture d'un portail instable vers le monde inférieur... Dante s'y engouffre afin d'empêcher le démon Argosax d'en sortir. Mais il sait qu'il ne pourra pas en sortir... Il sera enfermé dans le monde inférieur.
Après avoir vaincu Argosax, Dante parcourt l’enfer sur une moto "Il est temps de quitter l’enfer." dit celui-ci.
Le jeu se termine sur l'image de Lucia qui attend depuis plus d'un an le retour de Dante à l’intérieur du Devil may cry, jouant avec la pièce truquée (deux côtés pile) de Dante. Elle entend soudain le vrombissement d’une moto à l’extérieur, celle-ci semble s’arrêter devant l’entrée. Lucia court alors vers la porte d'entrée du Devil may Cry...

### Devil May Cry 4
Tandis que Dante se trouvait dans son agence avec Trish, Lady arrivera et informera Dante de l'existence d'une organisation appelée Ordre de l'épée qui vénère Sparda et recherchèrent des armes démoniaques. Pendant une de leurs réunions, Dante s'invitera et tuera Sanctus, le chef de l'organisation. Il rencontra ensuite Nero contre qui il se laissa faire, celui-ci l'empala sur Rébellion, son épée fétiche. Dante retira l'épée plantée dans son torse et informera Nero d'un complot concernant l'Ordre de l'épée. L'organisation était en fait composé de démon . Il se rendra ensuite au quartier général de l'organisation où il affronta Nero en lui demandant de lui rendre Yamato, qui appartenait à son frère, Vergil. Après avoir maîtrisé Nero, il décidera de lui laisser Yamato en lui demandant de le lui rendre plus tard. Il croise la route de Gloria, une membre de l'Ordre de l'épée, en fait Trish, qui s'était déguisée pour infiltrer l'Ordre. Elle accompagnera Dante au sommet où ils assisteront à la défaite de Nero face à Sanctus. Le jeune homme se fera absorber par une statue géante du nom de Sauveur. Dante décidera ensuite de récupérer Yamato, sur son chemin, il exterminera Echidna, Dagon et Bérial, des ennemis qui ont déjà affronté Nero. En se rendant à l'église où il avait tué Sanctus, il achèvera Agnus, le scientifique de l'ordre et récupèrera Yamato. Dante affrontera le Sauveur et enverra Yamato à Nero qui se libérera du Sauveur et tuera Sanctus tandis que Dante affronte le Sauveur à l'extérieur. À la fin du combat, Nero voulut lui rendre Yamato mais Dante refusa de la reprendre car il sait à la fin que Nero est son neveu.

### Devil May Cry 5
Quelques années après Devil May Cry 4, un nouveau client se rend à l'agence de Dante. Il se présente alors à lui, lui disant qu'il s'appelle V, et qu'il a besoin d'aide pour affronter un démon du nom d'Urizen, qui a invoqué Le Qlipoth, sorte d'arbre géant qui se nourrit du sang des humains grâce à ses racines. Dante, accompagné de ses partenaires Trish et Lady se rendent alors au centre du Qlipoth et engagent le combat contre Urizen. Ils seront également rejoint par V, ainsi que Nero. Malheureusement, Urizen est trop puissant pour eux, le groupe se fait facilement battre. Tandis qu'Urizen capture Lady et Trish, Nero, V et Dante se retrouvent séparé. V part alors à la recherche de Dante, ainsi que de l'épée de Sparda, disant que c'est surement le seul moyen de vaincre Urizen. Une fois l'épée récupéré, et les filles libéré, le groupe affronte à nouveau Urizen. Cette fois ci, Dante le bat facilement. Mais c'est alors que V, fusionne avec Urizen. On apprend alors qu'il s'agit en réalité de Vergil, qui avait séparé sa partie humaine et se partie démon. Dante affronte alors à nouveau son frère, mais leur combat sera stoppé par Nero. Par la suite, Dante et Vergil se rendent dans le monde inférieur afin de couper les racines du Qlipoth. Nero leur dit alors que s'ils font ça, ils resteront bloqué en enfer. Dante lui dit qu'il n'a pas à s'inquiéter, et lui confie l'agence, ainsi que la protection de la Terre. À la fin du jeu, on voit Dante et Vergil en train se s'entraîner ensemble dans le monde inférieur, puis en train de combattre de démons.

## Autres apparitions
Dante apparait dans la version PS2 de Viewtiful Joe et Shin Megami Tensei : Lucifer's Call en tant que personnage jouable.
Il est aussi jouable dans le crossover réunissant les personnages de fiction Capcom dans Marvel vs. Capcom 3: Fate of Two Worlds.
C'est aussi, dans sa version réinventé par Ninja Theory pour le jeu DmC: Devil May Cry  l'un des 20 personnages de PlayStation All-Stars Battle Royale.
Dans Super Smash Bros. Ultimate, un costume à l'effigie de Dante est également disponible pour les combattants Miis, en tant que DLC payant.